# Sam Francis
Sam Francis (25. června 1923 – 4. listopadu 1994) byl americký malíř, představitel druhé generace abstraktního expresionismu.

## Život
Narodil se v kalifonském San Mateu, jeho matka byla klavíristka a otec profesor matematiky. Během druhé světové války sloužil v letectvu, kam vstoupil roku 1943. Zde se však poranil a po celý zbytek života se mu opakovaly záchvaty tuberkulózy páteře. Během zotavování se začal věnovat malbě. Studoval botaniku, medicínu a psychologii na Kalifornské universitě v Berkeley, kde roku 1950 získal magisterský titul. Byl ovlivněn malíři abstraktního expresionismu, jako byli Mark Rothko a Clyfford Still. Později se usadil v Paříži, kde žil v letech 1950 až 1957. Je například autorem obalu hudebního alba Time Changes (1963) jazzového klavíristy Davea Brubecka. Zemřel ve svých 71 letech na rakovinu.